# Rácalmás
Rácalmás là một thành phố thuộc hạt Fejér, Hungary. Thành phố này có diện tích 40,64 km², dân số năm 2010 là 4470 người, mật độ 110 người/km².